# Thomas Alexander Harrison
Thomas Alexander Harrison (17. januar 1853 i Philadelphia — 13. oktober 1930 i Paris) var en amerikansk maler.
Harrison, der var elev af akademiet i Philadelphia og af Gérôme i Paris, modtog sit kunstneriske præg fra denne bys kunstliv og tilegnede sig her stor teknisk kunnen. Hans arbejder, landskaber, søstykker etc. har gjort lykke viden
om på internationale stævner og fundet vej til offentlige samlinger: Dæmring (museet i Saint Louis), Ensomhed (Luxembourg-museet i Paris); andre i Dresdens galeri, museer i Philadelphia, Washington m. v. På den internationale Glyptoteksudstilling i København 1897 fandtes der af Harrison et stort og smukt Marine, Have m. m.